# Dunganen
Die Dunganen (chinesisch 東干族, Pinyin dōng gān zú, dunganisch Хуэйзў, russisch Дунгане) sind eine muslimisch-chinesische Minderheit, die vor allem in den zentralasiatischen Nachfolgestaaten der Sowjetunion lebt. Ihre Sprache, das Dunganische (東干語), gehört zu den chinesischen Sprachen; ihre beiden Hauptdialekte sind der Gansu- und der Shaanxi-Dialekt. Weltweit gibt es etwa 110.000 Dunganen.

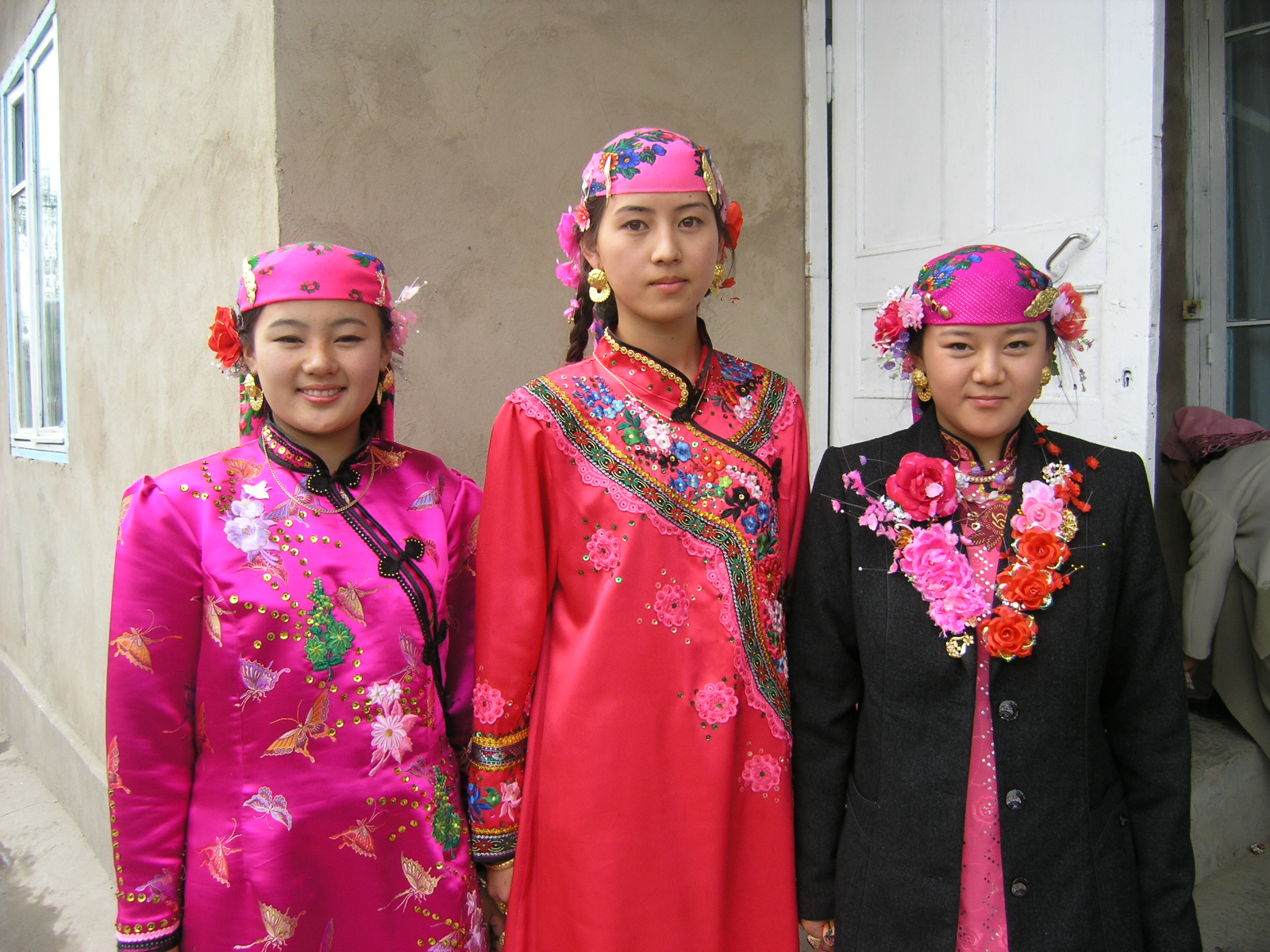
Dunganische Frauen in Kasachstan

## Herkunft der Volksgruppen
Die Bezeichnung „Dunganen“ wird heute für Hui-Chinesen verwendet, die China verlassen haben und in Zentralasien leben. Es scheint in erster Linie eine Fremdbezeichnung für diese Bevölkerungsgruppen zu sein (siehe Begriffsherkunft), die sich inzwischen zu einem eigenständigen Namen entwickelt hat. Vor Gründung der Volksrepublik war der Begriff z. T. auch für die Hui innerhalb Chinas gebräuchlich.

Dunganen finden sich insbesondere in Kirgisistan und Kasachstan, kleinere Minderheiten leben auch in Usbekistan und Russland. Die Vorfahren dieser Gruppen waren Hui-Chinesen, die während der muslimischen Aufstände in den 70er und 80er Jahren des 19. Jahrhunderts aus China flohen. Dunganen sind überwiegend han-chinesischer Herkunft, die gemeinsam der islamischen Religion angehören. Die Isolierung von den Zentren des Islams führte allerdings auch zu Veränderungen ihrer religiösen Praktiken.

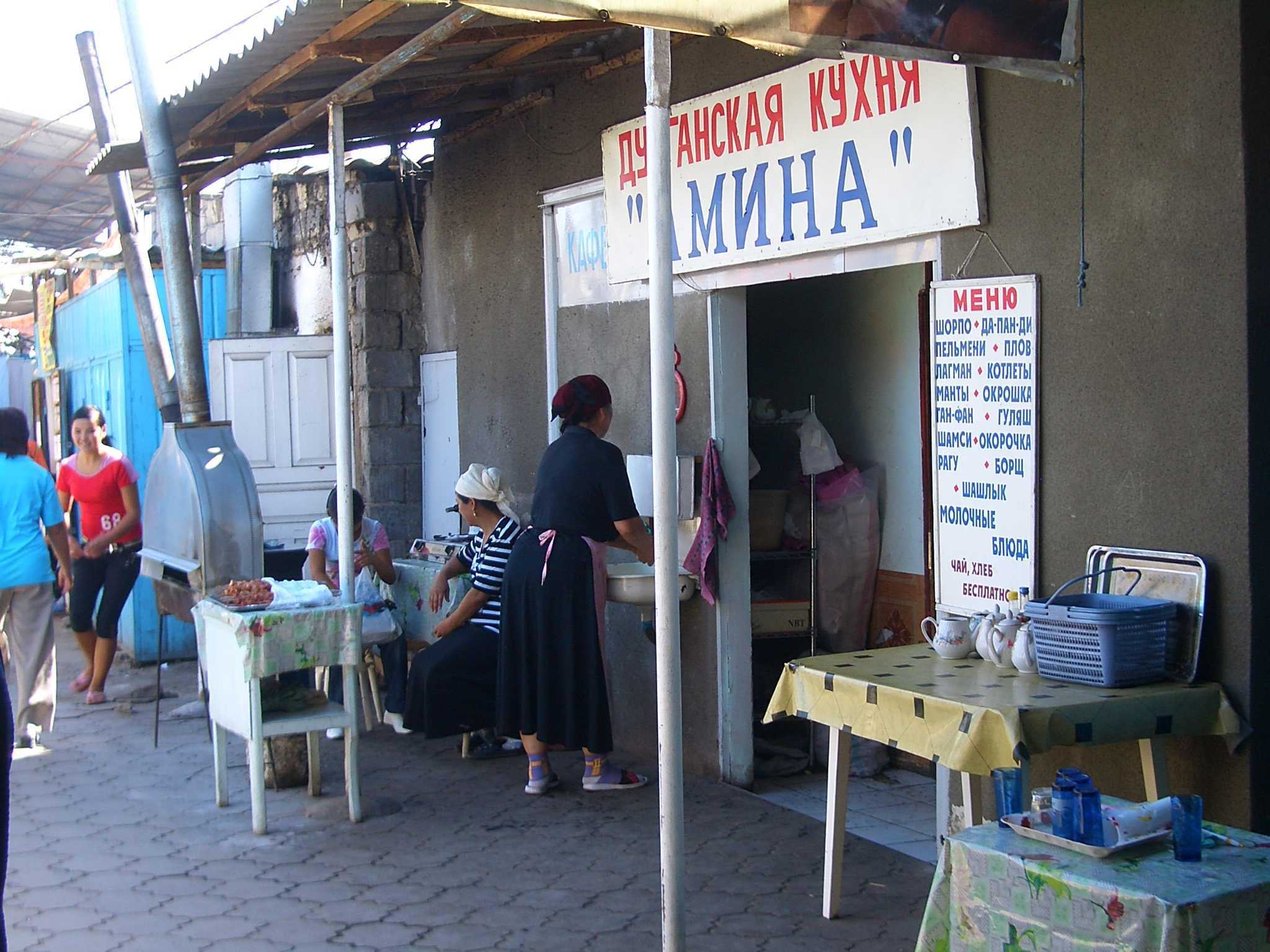
Dunganisches Restaurant in Bischkek

## Hui-Aufstände des 19./20. Jahrhunderts
Zu den Umständen, die im 19. Jahrhundert zur Emigration aus China führten:
1818, 1834–1840 und 1855–1873 erhoben sich die Muslime in Yunnan. Der Aufstand, ausgelöst durch die wirtschaftliche Rivalität zwischen han-chinesischen und muslimischen Arbeitern, wurde blutig niedergeschlagen (sogenannte Panthay-Rebellion). Eine Million Menschen verloren dabei ihr Leben. Von 1862 bis 1878 kam es dann in den Provinzen Shaanxi, Gansu und Xinjiang zu den sogenannten „Dunganenaufständen“ gegen die chinesische Herrschaft, die parallel zum Hodscha-Aufstand in Kaschgarien (vgl. Jakub Bek) verliefen, zeitweise unabhängige Gebiete schufen und letztlich geschätzte 10 Millionen Tote forderten. Im folgenden Jahrzehnt kam es zur verstärkten Auswanderung von Moslems ins Zarenreich. 
Die Niederschlagung dieser Aufstände verstärkte die Tendenz zur Schaffung getrennter Wohnviertel und zur Ausübung von für diese Volksgruppen typischen Berufen. Um 1937 kam es erneut zu Unruhen unter den Hui in Gansu, unter Ma Zhongying (马仲英), die auch auf Xinjiang überzugreifen drohten.

## Sprache/Schrift
Hauptartikel: Dunganische Sprache
Die meisten Dunganen sprechen bis heute das Dunganische als Muttersprache und Russisch als Zweitsprache. Die dunganische Sprache zählt zu den Sinotibetischen Sprachen und ist den Nordchinesischen Dialekten (Mandarin) sehr ähnlich. Sie stellt jedoch ein Unikum dar, da sie seit 1953 das kyrillische Alphabet benutzt. Zuvor war die Sprache im arabischen und zeitweise auch im lateinischen Alphabet geschrieben worden.

## Begriffsherkunft
Der Ursprung des Ausdrucks „Dunganen“ ist unsicher, beruht aber möglicherweise auf dem turkischen döñän/ dönen („Konvertit“). Die Hui, die in West- und Zentralchina weit verbreitet sind, werden von türkisch- und tadschikischsprachigen Nachbarn „Dungan“ genannt. Das Wort kann auch einen Bezug auf die chinesische Provinz (Ost-)Gansu (东干) haben, die gerade im 19. Jh. von vielen Dunganen bewohnt wurde.

## Bekannte Dunganen
- Maija Manesa, Gewichtheberin
- Jassyr Schiwasa, Dichter und Schriftsteller
- Sülfija Tschinschanlo, Gewichtheberin